# Adonyi Ferenc
Vitéz Adonyi Ferenc, 1935. február 8-ig Naredy Ferenc (Eperjes, 1909. február 2. – Klagenfurt, 1995. január 6.). vezérkari őrnagy, hadtörténész, író.

## Élete
Katonai alreáliskolát végzett Kőszegen, főreált Budapesten, majd a Ludovika Akadémián tanult. 1930 és 1934 között, mint hadnagy és főhadnagy a magyar királyi 2. (komáromi), majd a 7. (soproni) tüzérosztálynál volt beosztásban. 1934 és 1937 között elvégezte a Hadiakadémiát. 1935-ben vette fel az adonyi előnevet. 
Hivatásos katonatisztként részt vett a második világháborúban. 1941. október 1. és 1944. április 16. között szolgált az 1. vezérkarifőnöki osztályon, mint előadótiszt, majd az „elvi és szervezési” alosztály vezetője. 1944. április 15-e és június 15-e között Vörös János, a Vezérkar Főnöke szárnysegéde. Harctéri szolgálatot teljesített, először mint a 7. gyaloghadosztály, majd a 25.  gyaloghadosztály vezérkari főnöke.
1945. január 1-jétől május 8-áig az 1. hadsereg parancsnokság főszállásmestere. Ezután összekötő tiszt az angol katonai hatóságokkal Karintiában. A háború befejezése után Ausztriában maradt, Klagenfurtban telepedett le. A Magyar Harcosok Bajtársi Közössége elindítói közé tartozott. Írásai a Hadak útján című lapban jelentek meg.
1995-ben hunyt el Klagenfurtban.

## Művei
- ADONYI FERENC: A magyar katona a második világháborúban 1941—1945. F. Kleinmeier, Klagenfurt, 1954
- ADONYI-NÁREDY-NAGY 1990. Adonyi-Náredy Ferenc-Nagy Kálmán: Magyar huszárok a II. világháborúban. Huszártörténeti Tanulmányok I. Szerk. Söptei István. Sárvár, 1990